# Lamprotornis australis
El estornino de Burchell o estornino brillante de Burchell (Lamprotornis australis) es una especie de ave paseriforme de la familia Sturnidae propia de África austral. El nombre común de la especie conmemora al naturalista inglés William John Burchell.

## Descripción
Mide entre 30 y 34 cm de longitud y pesa entre 74 y 138 gramos. El plumaje en la parte superior tiene colores brillantes metálicos iridiscentes uniformemente fuertes. La cabeza muestra un deslumbrante azul verdoso, delimitado claramente en la transición al cuello. El cuello y la nuca son azul violáceo con un toque ligeramente morado. El lorum es negro y las coberteras auriculares tienen un tono bronce oscuro. El mentón y la garganta son de color verde azulado y el dorso es azul verdoso metálico que se convierten en un púrpura ligeramente brillante en el obispillo y la cola. El pecho y el área abdominal también son azul verdoso, mientras que el centro del área del vientre a menudo se vuelve púrpura. Los laterales, el abdomen inferior y las plumas de la cola inferior son azules. Las alas son anchas y redondeadas en los extremos. El pico y las patas son negras. 

## Distribución y hábitat
Prefiere las áreas de bosque abiertos y sabanas con varias especies de acacias (Acacieae). Sus hábitats son regularmente desde tierras bajas hasta los 1500 m sobre el nivel del mar.
Su área de distribución se encuentra predominantemente en el suroeste y centro de África meridional, desde el sureste de Angola y el suroeste de Zambia, hacia el sur en el centro y este de Namibia, a lo largo del Zambeze hasta Botsuana, el extremo oeste de Zimbabue y el norte de Sudáfrica. Un población aislada se encuentra en el parque nacional Kruger, que se extiende en las provincias del noreste de Sudáfrica, Limpopo y Mpumalanga, hasta la frontera con Mozambique y la parte baja del este de Suazilandia.